# Alfred Gunzenhauser

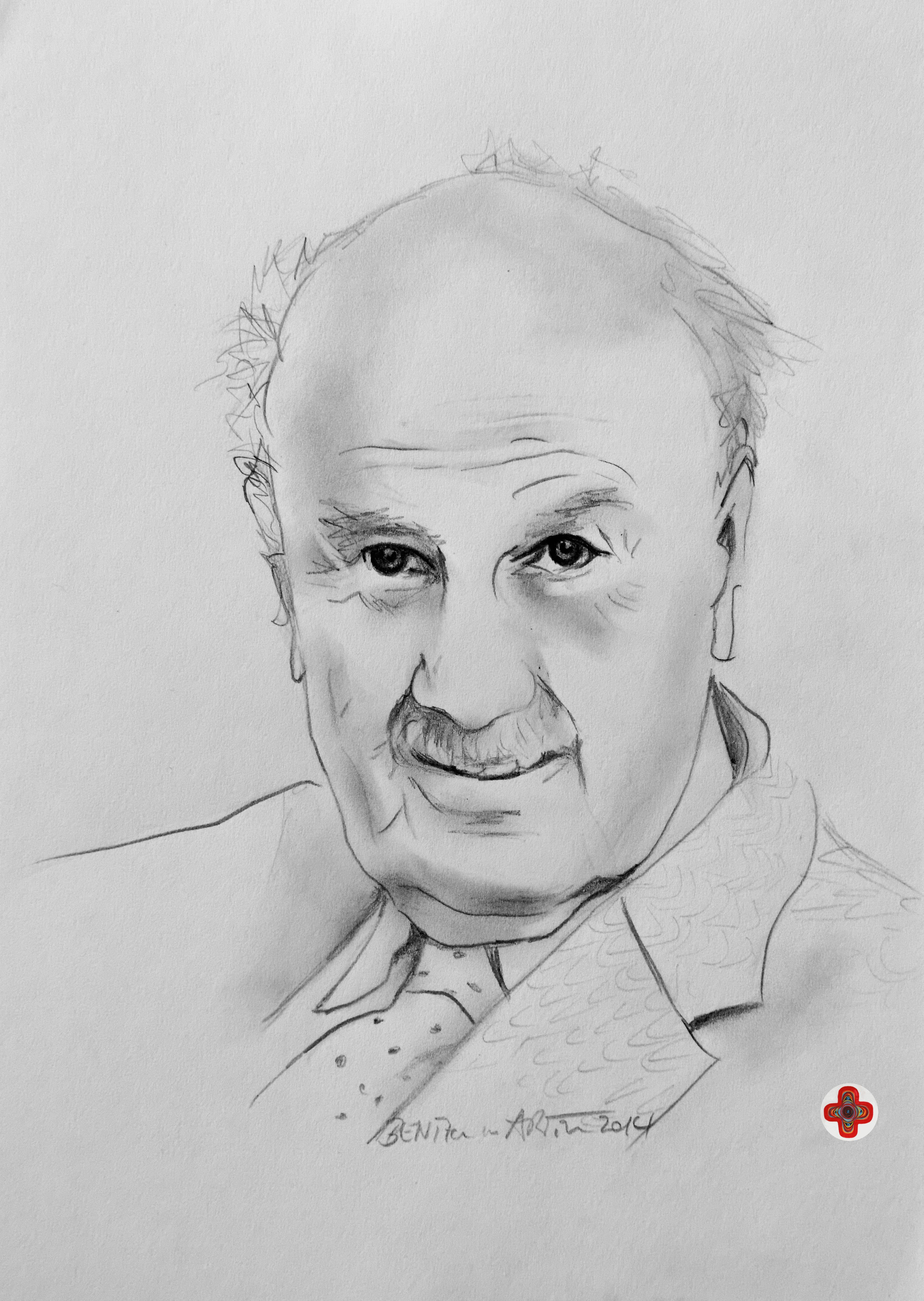
Alfred Gunzenhauser

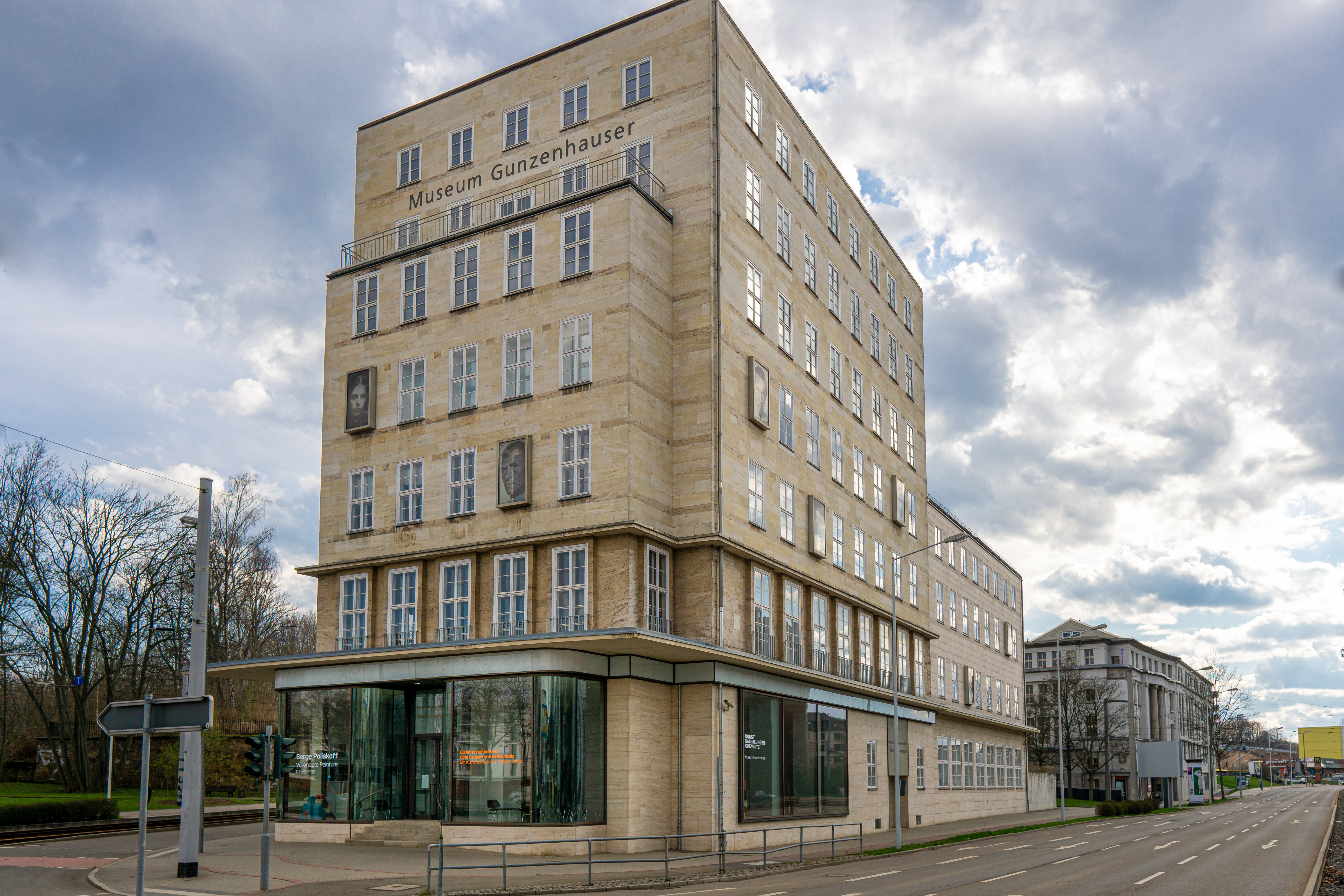
Jens Langhans, Ansicht des Museums Gunzenhauser am Chemnitzer Falkeplatz, 2021

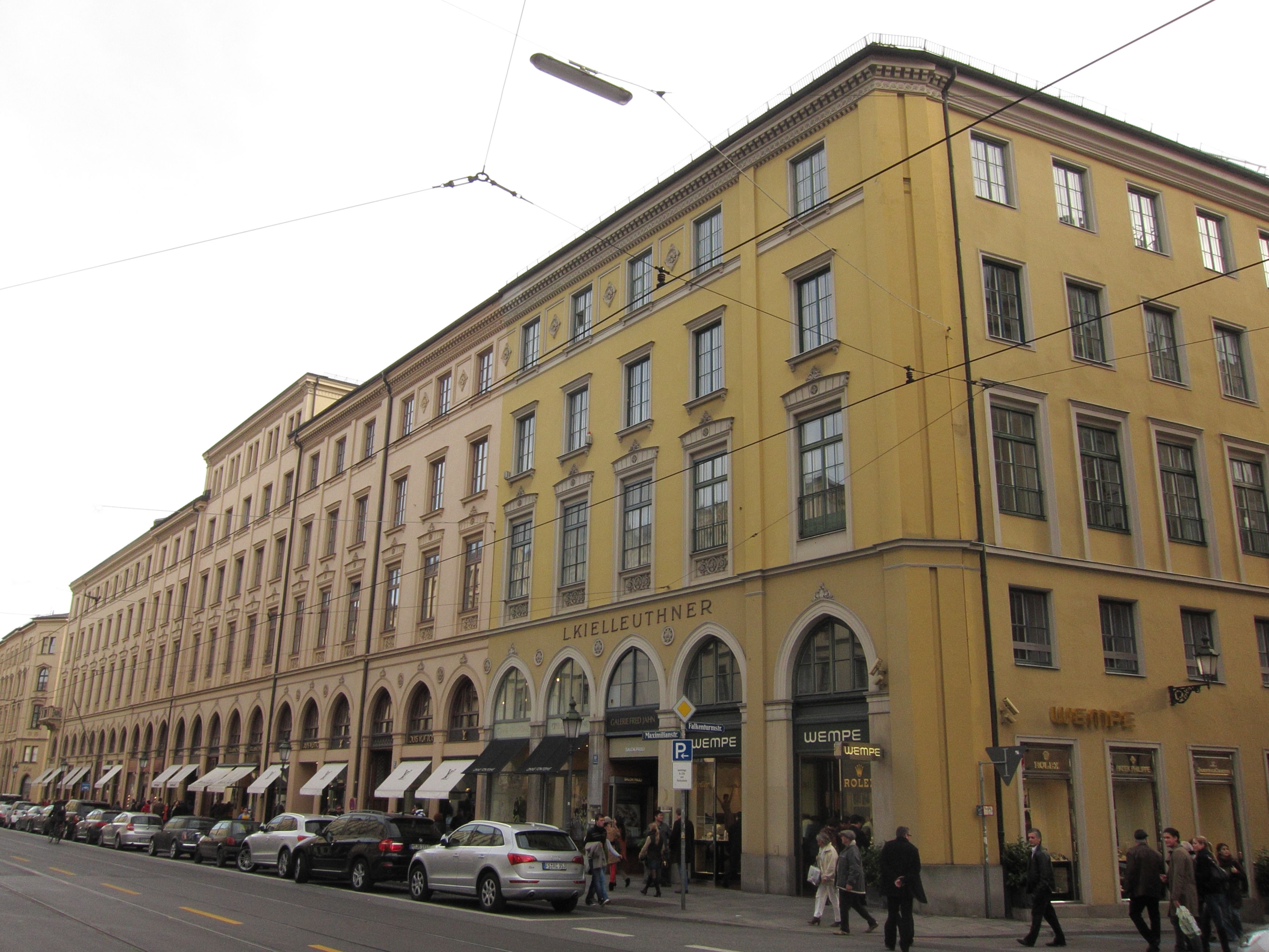
Haylerblock von Friedrich Bürklein in der Münchner Maximilianstraße (im Vordergrund die Nr. 10, wo sich von 1975 bis 2000 die Galerie Gunzenhauser befand)

Alfred Gunzenhauser (* 24. Mai 1926 in Heidenheim an der Brenz; † 16. November 2015 in München) war ein deutscher Galerist, Kunstsammler und Museumsstifter. Seine in 50 Jahren zusammengetragene Sammlung gilt als eine der bedeutendsten deutschen Privatsammlungen und bildet den Grundstock des 2007 in Chemnitz eröffneten Museums Gunzenhauser. Ihr Wert wird auf etwa 200 Millionen Euro geschätzt.

## Leben
Alfred Gunzenhauser wuchs als letzter Spross einer schwäbischen Unternehmerfamilie in Heidenheim am nordöstlichen Ende der Schwäbischen Alb auf. Sein Vater war Sohn eines wohlhabenden Müllers und Prokurist bei einer Heidenheimer Spedition, seine Mutter entstammte einer Sägewerk-Dynastie. Gunzenhauser selbst studierte Volkswirtschaft an der Ruprecht-Karls-Universität Heidelberg, der London School of Economics and Political Science, der Pariser Sorbonne und der Karl-Franzens-Universität im österreichischen Graz. Nach seiner Promotion in Graz ging er nach Berlin und nahm eine Anstellung in der Verwaltung des Elektrogeräteherstellers AEG an. Diese Tätigkeit gab er jedoch bald für eine Karriere als Galerist auf. Erste Erfahrungen in diesem Metier sammelte er als Mitarbeiter der Galerie Gerd Rosen, der 1945 am Berliner Kurfürstendamm die erste Galerie in Deutschland nach Ende des Zweiten Weltkriegs eröffnet hatte. Mitte der 1960er Jahre zog Gunzenhauser nach München und baute dort – zunächst in der Türkenstraße und später in der Maximilianstraße – eine eigene Galerie mit Schwerpunkten in den Bereichen Expressionismus, Neue Sachlichkeit, Informel und Neue Figuration auf.
Parallel zu seiner Tätigkeit als Galerist trug Gunzenhauser eine private Kunstsammlung mit Werken des 20. Jahrhunderts zusammen, die als eine der bedeutendsten deutschen Privatsammlungen gilt. Erstes Werk seiner Sammlung war 1954 das Gemälde Vergessene Küste von Manfred Bluth, das er noch als Student mit monatlichen Raten von 15 Mark bei einem Galeristen in Berlin erworben hatte. Heute umfasst die Sammlung etwa 2500 Werke von 270 Künstlern, darunter bedeutende Konvolute von Alexej von Jawlensky und Gabriele Münter aus dem Umfeld des Blauen Reiters sowie die weltweit größte private Sammlung von Werken des Malers Otto Dix, eines zentralen Protagonisten der Neuen Sachlichkeit in Deutschland. Hinzu kommen zeitgenössische Künstler des Informel oder der Neuen Figuration wie Bernard Schultze, Horst Antes oder Johannes Grützke, die Gunzenhauser auch als Galerist vertrat.
Um seine Sammlung dauerhaft öffentlich zugänglich zu machen, brachte Gunzenhauser sie 2003 in eine eigene Stiftung ein. Schon 1999 wurde eine Auswahl von ihr unter dem Titel "Ansichten eines Privatsammlers" im Leipziger Museum der bildenden Künste gezeigt. Zahlreiche Städte bewarben sich beim Sammler in der Folge als möglicher künftiger Standort. Nachdem die Stadt Chemnitz ihm aber zugesichert hatte, für seine Sammlung ein eigenes Museum zur Verfügung zu stellen, gab Gunzenhauser ihr vor anderen Städten wie Dresden, Leipzig, Potsdam, Stuttgart oder Weimar schließlich den Vorzug. Im Dezember 2007 wurde das Museum Gunzenhauser am Chemnitzer Falkeplatz im Beisein des damaligen Bundespräsidenten Horst Köhler und weiterer Prominenz feierlich eröffnet.
Alfred Gunzenhauser starb am 16. November 2015 im Alter von 89 Jahren in München und wurde am 5. Dezember 2015 im Familiengrab in seiner Geburtsstadt Heidenheim beigesetzt.

## Weblinks

Blick in das Innere des Museums Gunzenhauser (im Vordergrund ein Selbstbildnis des Malers Conrad Felixmüller), 2024